# Muttahida Jihad Council
Muttahida Jihad Council és una coalició de nou grups islamistes militants del Caixmir, vinculats amb el Pakistan i d'ideologia separatista; va ser creat el 1994 per l'Exèrcit de Pakistan i el seu president és Syed Salahuddin, el comandant suprem d'Hizb-ul-Mujahideen.
La bandera de l'organització és gairebé identica a la de l'Emirat Islàmic de l'Afganistan (la bandera dels Talibans), però en color verd (en comptes de blanc), la shahada és de color blanc.
L'organització va ser creada amb l'objectiu de fusionar Jammu i el Caixmir amb el Pakistan, per unificar i concentrar els esforços de diversos grups militants armats que lluiten contra el domini indi al Caixmir; això va fer que la distribució de recursos com armes, municions, materials de propaganda i comunicacions fos més eficient; també va facilitar la coordinació i la combinació de recursos de diversos grups militants per recopilar informació, planificar operacions i atacar objectius d'importància militar dins del Caixmir administrat per l'Índia.
Molts d'aquests grups patrocinats pel Pakistan són reconegudes com a organitzacions terroristes pels Estats Units i l'ONU. Al juny de 2012 en una entrevista, el cap d'Hizb-ul-Mujahideen, Syed Salahuddin va acceptar que Pakistan havia estat donant suport a Hizb-ul-Mujahideen per lluitar a la Caixmir Índia; havia amenaçat de començar a atacar Pakistan si aquest país deixava de donar suport als militants separatistes a Jammu i Caixmir. Va afirmar que els militants estaven lluitant a la «Guerra del Pakistan».